# Balbillus trimaculatus
Balbillus trimaculatus är en insektsart som beskrevs av Rauno E. Linnavuori 1979. Balbillus trimaculatus ingår i släktet Balbillus och familjen dvärgstritar. Inga underarter finns listade i Catalogue of Life.